# Show TV
Show TV ist ein türkischer Fernsehsender mit Sitz in Istanbul.

## Geschichte

### 1991 bis 2002

Ehemaliges Logo von Show TV von 1. März 1991 bis 30. September 2002

Show TV wurde am 1. März 1991 von Erol Aksoy und Haldun Simavi gegründet. Die Ausstrahlung startete Show TV zusammen mit Show Radyo mit dem Motto Başka Bir Alem! (deutsch „Eine andere Welt!“). Anfangs sendete der Sender ausschließlich Nachrichten, das erste Mal am 9. Oktober 1992, die Moderatorin war Gülgün Feyman. Bis 1999 war der Geschäftsführer von Show TV Erol Aksoy. Seit 1999 ist der Geschäftsführer Mehmet Emin Karamehmet.
Nach der Gründung erlangte Show TV mit dem Programm TOP 10 große Bekanntheit, das die zehn besten Musikvideos zum Inhalt hatte. Nachts sendete Show TV die italienische Erotik-Spielshow Tutti Frutti, die sofort durch die türkische Sende- und Rundfunkanstalt RTÜK indiziert wurde.
Nach der Indizierung wurde nachts Teletext übertragen sowie amerikanische Serien und Unterhaltungssendungen wie Dallas, Die Simpsons, Friends, Kampfstern Galactica, Roseanne, Seinfeld und Schatten der Leidenschaft ausgestrahlt.

### 2002 bis 2013
Am 19. August 2002 veröffentlichte Show TV ein neues Logo mit Regenbogen-Farben in Form einer Blume und startete mit dem Motto Esas Show bu Show! („Die echte Show ist diese Show!“).
In den Jahren 2003 bis 2005 hatte Show TV mit der Serie Kurtlar Vadisi (dt. „Tal der Wölfe“) seinen höchsten Marktanteil. Die vierte und letzte Staffel wurde jedoch von Kanal D gesendet. Seit 2007 wird die Serie mit Kurtlar Vadisi Pusu fortgesetzt, die zurzeit auf atv ausgestrahlt wird.
Weitere erfolgreiche Serien waren Tatlı Hayat („Schönes Leben“), Hayat Bilgisi („Lebenskenntnis“), Cennet Mahallesi („Paradies-Viertel“) und Dadı („Die Nanny“), von denen jedoch mehr keine neue Staffeln ausgestrahlt werden. 
Bis zur TV-Saison 2011/2012 sendete Show TV die erfolgreichen Formate Yetenek Sizsiniz (türkische Fassung von Das Supertalent), O Ses Türkiye (türkische Fassung von The Voice of Germany), Survivor Türkiye und Yok böyle Dans (türkische Fassung von Let’s Dance). Moderator und Produzent war Acun Ilıcalı. Seit der Saison 2012/2013 werden diese Unterhaltungs- bzw. Castingshow auf dem türkischen Sender Star TV ausgestrahlt und auch hier moderiert und produziert Acun Ilıcalı.
Show TV zeigt ebenfalls auch viele türkische Serien, wie z. B. Pis Yedili, Suskunlar, Eve Düsen Yıldırım und Ustura Kemal. Besonders hohe Einschaltquoten hat die Serie Adını Feriha Koydum.

## Empfang
Show TV kann über Türksat 4A in Europa und in der Türkei empfangen werden. Das Programm wird über Türksat 4A 42° Ost auf 11,045 GHz horizontal (Symbolrate: 4800) ausgestrahlt. 